# David Pittard
David Pittard, né le 29 janvier 1992 à Hertfordshire en Angleterre, est un pilote automobile britannique. Il participe à des épreuves d'endurance aux mains de voitures de Grand tourisme dans des championnats tels que le Championnat du monde d'endurance, la GT World Challenge Europe Endurance Cup et l'Intercontinental GT Challenge

## Carrière
En 2022, David Pittard avait rejoint l'écurie canadienne NorthWest AMR afin de piloter une Aston Martin Vantage AMR lors des 24 Heures de Daytona et du Championnat du monde d'endurance. Avant les 24 Heures de Daytona, David Pittard avait été officialisé en tant que pilote officiel AMR. Quelques jours plus tard, son statut avait évolué pour devenir pilote officiel NorthWest AMR. En effet, en passant pilote officiel, David Pittard aurait obtenu le statut de pilote Gold dans la classification FIA, et de ce fait l’équipage de l’Aston Martin de l'écurie NorthWest AMR devenait inéligible avec deux pilotes au-dessus du statut de Silver dans la catégorie GTE-Am du Championnat du monde d'endurance.

## Palmarès

### Résultats enChampionnat du monde d'endurance
| Année | Écurie        | Châssis                  | Moteur                          | Classe | 1     | 2     | 3     | 4   | 5   | 6   | Position | Points |
| ----- | ------------- | ------------------------ | ------------------------------- | ------ | ----- | ----- | ----- | --- | --- | --- | -------- | ------ |
| 2022  | NorthWest AMR | Aston Martin Vantage AMR | Mercedes-Benz 4,0 L V8 Bi-Turbo | GTE Am | SEB 1 | SPA 3 | LMS 3 | MON | FUJ | BAH | 1re*     | 53*    |

* Saison en cours.